# Grupamento de Mergulhadores de Combate
O Grupamento de Mergulhadores de Combate, popularmente conhecido como GruMeC, é uma unidade militar de operações especiais da Marinha do Brasil. É uma força de homens-rã semelhante as do US Navy SEALs e do Special Boat Service, e a sua função é de realizar operações especiais em ambientes aquáticos, litorâneo, ribeirinho e terrestre. Participou nas missões de paz no Haiti e no Líbano. O GruMeC possui treinamento de contraterrorismo, tendo uma unidade especializada em resgate de reféns, o GERR.
Os MEC são capazes de realizar operações em todo tipo de ambiente, mas são especializados em operações marítimas. Suas missões, geralmente são de captura de alvos, retomada de instalações e reconhecimento atrás das linhas inimigas. O GruMeC localiza-se na Ilha de Mocanguê, na cidade de Niterói, no Rio de Janeiro, e é subordinado ao Comando da Força de Submarinos e ao Comando Naval de Operações Especiais.

## História
Os primeiros MECs foram fundados por dois oficiais e dois praças que concluíram o curso de UDT-SEAL norte-americanos em 1964. Fruto da experiência, foi criada em 1970 a Divisão de Mergulhadores de Combate na Base Almirante Castro e Silva. Em 1971, mais dois Oficiais e três Praças foram qualificados pela Marinha Francesa como Nageurs de Combat. Mesclando as técnicas do curso francês, que priorizava as operações de mergulho, com as do curso norte-americano, que dava grande ênfase às operações terrestres. Em 1974, foi ministrado no Brasil o primeiro Curso Especial de Mergulhador de Combate pelo atual Centro de Instrução e Adestramento Almirante Átilla Monteiro Aché (CIAMA).
A fim de atender adequadamente às crescentes solicitações da Esquadra e dos Distritos Navais, a Divisão de Mergulhadores de Combate foi transformada, em 1983, no Grupo de Mergulhadores de Combate, como parte integrante do Comando da Força de Submarinos. Em 1996, as Orientações Ministeriais determinaram a criação do Curso de Aperfeiçoamento de Mergulhador de Combate para Oficiais. A primeira turma desse curso foi formada em dezembro do mesmo ano.
No dia 12 de dezembro de 1997, pela portaria nº 371, o Ministro da Marinha criou o Grupamento de Mergulhadores de Combate, A nova organização militar, ativada no dia 10 de março de 1998, tem semi-autonomia administrativa e é diretamente subordinada ao Comando da Força de Submarinos, que lhe fornece seu principal meio de transporte.

## Estrutura do Curso
O Curso tem por finalidade preparar os alunos fisicamente e mentalmente e capacita-los para realizar, em suma, as diversas operações especiais que seja de interesse da Marinha ou do Governo Federal. 
Fase 1 - Preparação Física: A FASE 0 tem a duração de treze semanas. Nela é ministrada a disciplina Treinamento Físico Militar.                 Essa Fase culmina com a chamada “Semana do Inferno”, onde os candidatos são submetidos a cinco dias de contínuo treinamento com situações de extremo cansaço físico, visando testar-lhes à habilidade em suportar situações de desconforto em condições adversas, assim como desenvolver a confiança individual de cada um com relação a sua própria capacidade de resistência.  
Fase 2 - Mergulho de Combate: Tem duração de quatro semanas. Nela é ministrado as disciplinas de Treinamento Físico Militar e Atividades com Equipamentos Autônomos de Circuito Aberto. 
Fase 3 - Operações Especiais Terrestres: A FASE II dura onze semanas dividida em sete semanas teóricas e quatro semanas práticas. Durante essa fase os alunos aprendem as Técnicas, Táticas e Procedimentos específicos para a condução das Operações Especiais em Ambientes Terrestres, tendo a oportunidade de realizarem exercícios típicos de Ação de Comandos. São ministradas as disciplinas Treinamento Físico Militar, Higiene de Campanha e Habilidades Médicas, Defesa Pessoal e a parte teórica das disciplinas Comunicações, Técnicas de Combate, Demolição e Armamento. Nesta fase, os alunos evoluem do treinamento básico individual às ações mais complexas. São criadas situações específicas para preparar e testar a habilidade dos alunos em suportar situações operacionais de extremo desconforto, em condições psicológicas adversas, bem como avaliá-los quanto à exposição ao frio, sono escasso, cansaço e ao racionamento de comida e água, circunstâncias por vezes encontradas quando da execução das tarefas afetas aos Mergulhadores de Combate. Além disso, estes exercícios têm ainda como propósito desenvolver o espírito de equipe e a confiança individual na própria capacidade de resistência. Esta fase é conduzida em áreas específicas, em vários ambientes, com características especiais que permitam a realização das instruções necessárias, relacionadas à topografia, vegetação, terreno, relevo, hidrografia, apoio administrativo e facilidades para operação com aeronaves, entre outras. Na última semana desta fase, os alunos serão submetidos a circunstâncias de grande tensão e esforço físico, culminando com o aprisionamento em campo de concentração simulado, situações capazes de testar a disposição para o combate e para sobrevivência e fuga do aprisionamento. 
Fase 4 - Operações Especiais Submarinas: A FASE 3 tem duração de onze semanas e nela é ministrada as disciplinas de: Treinamento Físico Militar, Defesa Pessoal, Técnicas de Combate, Operações Especiais Submarinas, Operações Anfíbias e Atividades com Equipamentos Autônomos de Circuito Fechado.
Etapa Charlie: Com duração de seis semanas é conduzida sob a forma de estágio avançado, mesclando os conhecimentos adquiridos durante todo o curso. Nela é ministrada a disciplina "Operações Ribeirinhas" e a unidade de ensino "Montanhismo" da disciplina "Técnicas de Combate"; são também conduzidas práticas de operações especiais em ambiente ribeirinho da Amazônia e Pantanal Matogrossense. Durante esta etapa, os alunos participam de um Estágio Básico do Combatente de Montanha. Com o propósito de conhecer as peculiaridades de cada região (amazônica e pantanal), os alunos participam de um Estágio de Vida na Selva, ministrado pelo Centro de Instrução de Guerra na Selva (CIGS). Nesta fase, como última atividade do curso, os alunos executarão Operações Especiais típicas de Mergulhadores de Combate, em uma área próxima à cidade do Rio de Janeiro, com o propósito de verificar o aprendizado obtido.

## Funções

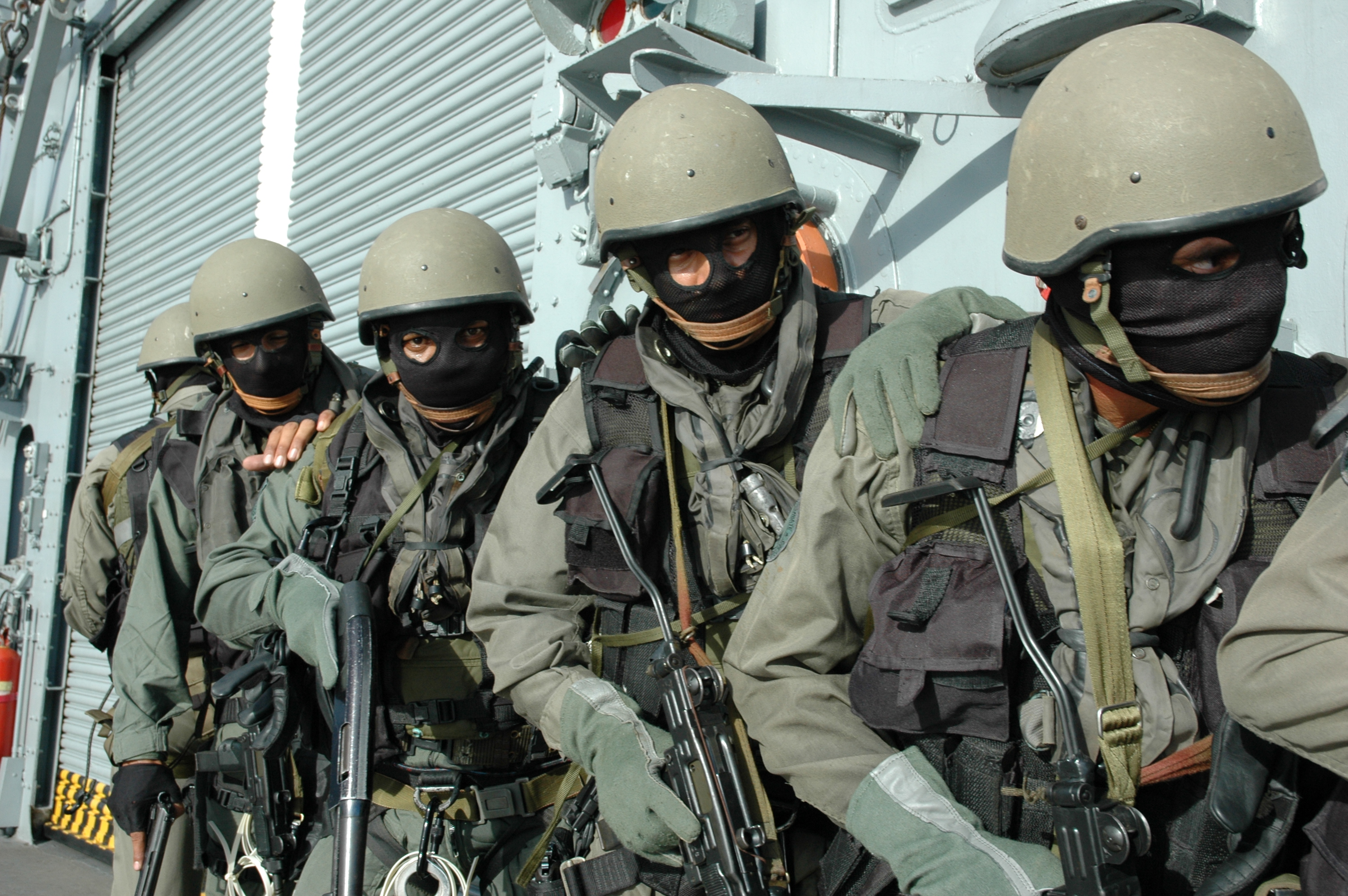
MECs durante um exercício de retomada, armados com submetralhadoras Mini-Uzi e usando capacetes OR-201.

O GRUMEC é uma unidade altamente qualificada nas mais diversas missões, nos mais complexos cenários e em qualquer tipo de ambiente, que demande equipes qualificadas em operações especiais no mar ou em terra. As missões da unidade pode incluir, mas não limita-se a: 
- Realizar reconhecimento hidrográfico de praias cogitadas para Operações Anfíbias, além de abrir e demarcar canais e demolir obstáculos existentes nessa praia;
- Realizar a Retomada das Instalações (navios e plataformas de petróleo) e o resgate dos eventuais reféns;
- Destruir ou sabotar navios ou embarcações, instalações portuárias, pontes, comportas, etc em ambiente marítimo e ribeirinho;
- Resgatar ou Capturar material de alto valor ou pessoal;
- Destruição ou Sabotagem de “alvos” importantes;
- Infiltrar e retirar agentes por mar, por ar ou por terra do território sob controle inimigo;
- Realizar reconhecimento, vigilância e outras tarefas de coleta de dados de inteligência;
- Interditar linhas de comunicação e suprimento inimigas em rios e canais;
- Realizar a abordagem inicial de navios suspeitos hostis ou potencialmente hostis;
- Planejar e executar missões de ação direta de pequenas unidades;
- Treinar e equipar forças aliadas estrangeiras para se defender contra insurgência, subversão, terrorismo e outras ameaças à segurança.[10]

Em qualquer das atividades descritas acima, os MECs podem usar diversos meios de infiltração: aeronaves de asas rotativas (helicópteros) e fixas (aviões), submarinos, mini submarinos, caiaques, barcos de alta velocidade, mergulho, viaturas militarizadas ou não, ou até mesmo por meio de patrulha a pé.

### Unidades co-irmãs
- Batalhão de Operações Especiais de Fuzileiros Navais
- Esquadrão Aeroterrestre de Salvamento
- 1.º Batalhão de Forças Especiais
- Comando de Operações Táticas

### Outras unidades marítimas
- United States Navy SEALs
- Serviço de Bote Especial
- Shayetet 13
- Destacamento de Acções Especiais